# Sirius-Werft
Die Sirius-Werft GmbH ist eine auf den Bau von Deckssalonyachten spezialisierte Werft in Plön, Schleswig-Holstein. Der Familienbetrieb wurde 1971 von Peter Schmidt gegründet. Seit 1995 leitete dessen Sohn Torsten Schmidt zunächst den Bau der Yachten. 2001 übernahm er die Geschäftsführung.
Mit rund 80 Mitarbeitern produziert die Werft pro Jahr 12–14 Segelyachten im Rahmen einer individualisierten Kleinserie. Die Basis dazu bietet eine Modellpalette in 3 Längenabstufungen. Insgesamt wurden über 750 Schiffe seit Gründung der Werft ausgeliefert. Sie gilt in ihrem Größensegment als Vorreiterin bei den „echten“ Deckssalonyachten. Die Werft ist aufgrund ihres Deckssalon-Konzeptes und dank des individuellen Ausbaus weltweit erfolgreich. Bisher wurden Yachten in 26 Länder verkauft.

## Modellpalette
Die aktuelle Modellpalette umfasst derzeit Deckssalonyachten zwischen 31 und 40 Fuß:
- Sirius 310 DS (LüA 9,30 m)[2]
- Sirius 35 DS (LüA 10,60 m)[3]
- Sirius 40 DS (LüA 11,99 m)[4]

Sirius 35 DS, Sirius 310 DS und Sirius 40 DS sind die aktuellen Modelle der Werft, die allesamt von Marc-Oliver von Ahlen konstruiert und dem hauseigenen Konstruktionsteam entworfen wurden. Neben einer moderneren Rumpfform und mehreren Kielvarianten (darunter auch Kimmkiele und Schwenkkiel) besteht auch die Wahlmöglichkeit zwischen verschiedenen Rigformen und Innenausbauversionen.